# Ectinorus chilensis
Ectinorus chilensis är en loppart som beskrevs av Lewis 1976. Ectinorus chilensis ingår i släktet Ectinorus och familjen Rhopalopsyllidae. Inga underarter finns listade i Catalogue of Life.